# SISPRE
A SISPRE (sigla em italiano de Societa Italiana Sviluppo Propulsione a Reazione; Sociedade Italiana para Estudos de Propulsão a Reação), foi
uma empresa fabril italiana da área militar que trabalhou para a Força Aérea Italiana, entre 1953 e 1956, produzindo o míssil ar-ar C-7.
Logo após o congresso da International Astronautical Federation (IAF) de Amsterdã em 1958, um programa italiano de foguetes de sondagem teve início, sob a forma de
colaboração entre a DGAM (Direzione Generali Armi e Munitioni) da Força Aérea Italiana e a SISPRE. Este programa foi liderado pelo Coronel G. Metallo da DGAM e
pelo Engenheiro A. Angeloni da SISPRE.
Já rebatizada para CESPRE, depois da incorporação pelo Grupo Fiat e pela Finmeccanica (50% cada), em 1960, projetou e construiu alguns foguetes de sondagem,
depois de conseguir um orçamento de 14 milhões de liras. Em 1961, foi incorporada à Bombrini-Parodi-Delfino (BPD), tornando-se a Società Generale Missilistica (SIGME S.p.A.).

## Ligações Externas
- Rockets in Europe - SISPRE rockets